# Egykezes furulya
Az egykezes furulya aerofon hangszer, az ajaksípos fúvós hangszerek közé tartozik. Fúvókája, építési módja, megszólaltatása a furulyához hasonló, de mindössze három hanglyuka van a hangszer testének legalsó részén, kettő elöl, egy hátul a hüvelykujjnak. Ez lehetővé teszi, hogy egy kézzel tartható, kezelhető legyen, miközben a zenész a másik kezével egy dobon, vagy ritkábban egy verővel megszólaltatott húros hangszeren a ritmuskíséretet játssza. Elsősorban a tánczene hangszere.

## Használata
Míg a furulya nyolc hanglyuka több, mint egy oktáv hangterjedelmet képes átfogni átfújás nélkül, három hanglyuk esetén csak négy hang áll rendelkezésre egy fekvésen belül. Ennek ellenére a hangszer akár két oktávnyi hangterjedelemben képes teljes diatonikus dallamokat játszani, sőt, félig fedett lyukakkal a kromatikus hangok egy része is elérhető. Ennek magyarázata az, hogy az egykezes furulya szűk furata miatt nem az alaphangon, hanem mindjárt annak első felhangján, oktávján szólal meg. Az átfújás a második felhangot, a kvintet eredményezi, és ennek a hangköznek az áthidalásához éppen elegendő a rendelkezésre álló négy hang. A hanglyukak megnyitása sorban egészhang–egészhang–félhang hangközöket adja. Az alaphang első és második, illetve – egy oktávval feljebb – harmadik és ötödik felhangjára építve ezek teljes diatonikus hangsorokat képesek létrehozni.

## Története
A középkori forrásokban, ábrázolásokon gyakran szerepelnek dobbal együtt megszólaltatott egykezes furulyák. Elnevezései: provanszál galoubet, középfrancia flaihutel, flageol, francia flutet, flûte de tambourin, baszk txistu, andalúz flauta, gaita, középfelnémet holre, holler, német Einhandflöte, Tammarinpfeife. A 16. század során az egykezes furulya a többi fafúvós hangszerhez hasonlóan hangszercsaláddá épült ki, diszkant, tenor és basszus változata dokumentált. A következő évszázadokban egyre inkább csak Anglia, Franciaország és Spanyolország népzenéjében élt tovább. A síp és a dob elnevezései Oxfordshire környékén pipe és tabor, Provence-ban galoubet és tambourin, Baszkföldön txistu és tambouril, Katalóniában flabiol és tamborí, Andalúziában flauta vagy gaita és tamboril.

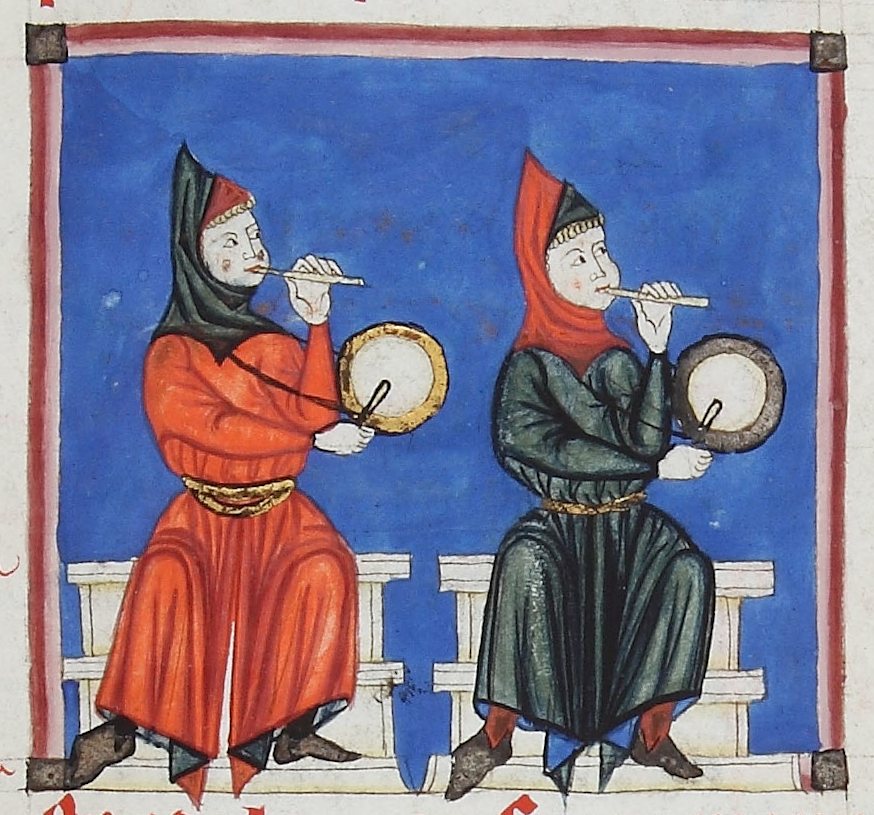
Egykezes furulyák dobokkal a Cantigas de Santa Maria középkori kézirat illusztrációján